# Abu Nidal
Sabri Khalil al-Banna (árabe: صبري خليل البنا, mayo de 1937 - 16 de agosto de 2002), conocido como Abu Nidal (أبو نضال) fue el fundador de Fatah - El Consejo Revolucionario (فتح المجلس الثوري), un grupo separatista militar palestino comúnmente conocido como Organización Abu Nidal (OAN). En la cumbre de su poder, entre 1970 y 1980, el OAN estaba ampliamente considerado como uno de los grupos palestinos más despiadados.
Abu Nidal ("Padre de la Lucha") formó el OAN en octubre de 1974 después de su separación de la fracción Fatah de Yasir Arafat dentro de la Organización para la Liberación de Palestina (OLP). Actuando como un contratista independiente, se cree que Abu Nidal habría ordenado ataques en 20 países matando a más de 300 e hiriendo a más de 650 personas. Las operaciones del grupo incluyen los ataques a los Aeropuertos de Roma y Viena el 27 de diciembre de 1985, cuando hombres armados abrieron fuego contra pasajeros con tiroteos simultáneos en los mostradores de boletos de El Al, matando a 20 pasajeros.
Abu Nidal murió después de un tiroteo en su apartamento de Bagdad en agosto de 2002. Fuentes palestinas creen que fue asesinado por órdenes de Saddam Hussein, pero las autoridades iraquíes insistieron en que se había suicidado durante un interrogatorio.

## Edad Temprana

### Familia y educación temprana

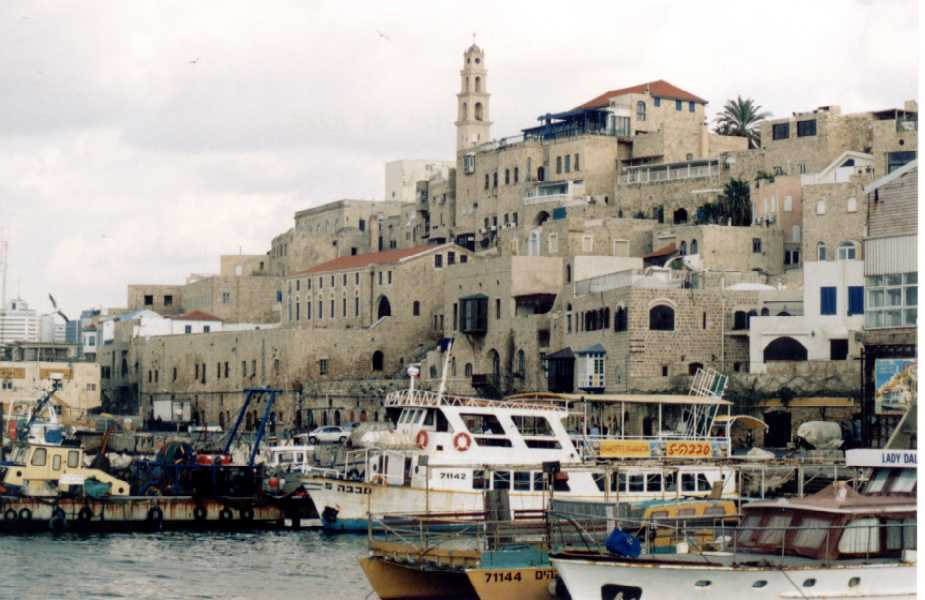
Abu Nidal nació en Jaffa, donde fue criado en una gran casa de piedra cerca de la playa.

Abu Nidal nació en mayo de 1937 en Jaffa, en la costa mediterránea de lo que entonces era el Mandato Británico de Palestina. Su padre, el Hayy Khalil al-Banna, poseía 6,000 acres (24 km²) de campos de naranjos situados entre Jaffa y Majdal, hoy día Ascalón en Israel. La familia vivía en una lujosa casa de piedra de tres pisos cerca de la playa, utilizada después como Corte Militar Israelí. Muhammad Khalil al-Banna, el hermano de Abu Nidal, le dijo a Yossi Melman:
Mi padre era el hombre más rico de Palestina. El comercializaba aproximadamente el 10% de todos los cultivos de cítricos enviados desde Palestina a Europa - especialmente a Inglaterra y Alemania. Era dueño de una casa de verano en Marsella, Francia, y otra casa en Iskenderun, en Siria, Turquía y un número de casas en la propia Palestina. La mayor parte del tiempo vivimos en Jaffa. Nuestra casa tenía unas veinte habitaciones, y nosotros, los niños, podíamos bajar a nadar en el mar. También teníamos establos con caballos árabes, y una de nuestras casas en Ascalón incluso tenía una gran piscina. Creo que debimos de haber sido la única familia en Palestina con una piscina privada.
La riqueza de Khalil al-Banna le permitió tener varias esposas. Según Abu Nidal en una entrevista con Der Spiegel, su padre tuvo 13 esposas, 17 hijos y ocho hijas. Melman escribe que la madre de Abu Nidal fue la octava mujer, y que había sido una de las criadas de la familia, una niña Alauita de 16 años de edad. La familia no aprobaba el matrimonio, según a Patrick Seale, y como resultado, Abu Nidal, el duodécimo hijo de Khalil fue al parecer denigrado por sus hermanos mayores aunque más adelante repararan sus relaciones.
En 1944 o 1945 su padre lo envió a Collège des Frères, una escuela de la misión francesa en Jaffa, a la cual asistió durante un año. Su padre murió en 1945, cuando Abu Nidal tenía siete años y la familia expulsó su madre de la casa. Sus hermanos lo sacaron de la escuela y lo inscribieron en una prestigiosa escuela privada musulmán en Jerusalén, ahora conocida como la Escuela Primaria Umariya. Abu Nidal asistió cerca de dos años.

### 1948: Partición de Palestina y Nakba
El 29 de noviembre de 1947, las Naciones Unidas decidió a la partición de Palestina en un Estado árabe y judío. La lucha estalló de inmediato y la interrupción del negocio de cítricos afectó los ingresos familiares. En Jaffa había escasez de alimentos, así como atentados con camiones bomba y un bombardeo con proyectiles de mortero ejecutados por el Irgun. Melman escribe que la familia al-Banna había tenido buenas relaciones con la comunidad judía, pero era época de guerra y las relaciones no los ayudaron. El hermano de Abu Nidal le dijo a Melman:
Mi padre era un amigo cercano de Avraham Shapira, uno de los fundadores de Hashomer, la Organización de Autodefensa Judía. Él podía visitarlo [Shapira] en su casa en Petah Tikva o Shapira montando a su caballo podía a visitar nuestra casa en Jaffa. También recuerdo cómo visitábamos al Dr. Weizmann [más tarde el primer presidente de Israel] en su casa en Rehovot.
Justo antes de que Jaffa fuese conquistada por las tropas israelíes en abril de 1948, la familia huyó a su casa cerca de Majdal, pero la milicias judías llegó allí también y tuvieron que huir nuevamente al campo de refugiados de Bureij, en la Franja de Gaza, en ese entonces, bajo control egipcio. Melman escribe que la familia pasó nueve meses viviendo en tiendas de campaña, dependiendo de la UNRWA para la asignación de aceite, arroz y papas. La experiencia tuvo un efecto poderoso en Abu Nidal.

### Mudanza a Nablus y a Arabia Saudita
La experiencia comercial de la familia al-Banna y el dinero que habían logrado tomar con ellos significaba que podían erigirse en el negocio de nuevo, Melman escribe. Sus campos de naranjos, sin embargo, se habían ido, ahora eran parte del Estado de Israel, que había declarado su independencia el 14 de mayo de 1948. La familia se mudó a Nablus, en Cisjordania, entonces bajo control jordano. Abu Nidal se graduó de la escuela secundaria allí en 1955 y se unió al Partido Baaz Árabe Nacionalista. Él comenzó el grado en ingeniería en la Universidad de El Cairo pero lo abandonó sin un título después de dos años.
En 1960 se dirigió a Arabia Saudita, donde se instaló como pintor y electricista y trabajó como obrero casual para Aramco. Se mantuvo cerca de su madre; su hermano le dijo a Melman que Abu Nidal volvía a Nablus desde Arabia Saudita cada año para visitarla. Fue durante una de esas visitas en 1962 donde conoció a su esposa, cuya familia también había huido de Jaffa. La pareja tuvo un hijo y dos hijas.

### Personalidad
Abu Nidal estaba a menudo en mal estado de salud, de acuerdo con Seale, y tendía a vestir con chaquetas de cremallera y pantalones viejos, bebiendo whisky cada noche en sus últimos años. Se convirtió, escribe Seale, en un "maestro de disfraces y subterfugios, sin confiar en nadie, solitario y auto protector, [viviendo] como un topo, escondido de la vista pública." Conocidos de él dijeron que era capaz de trabajar arduamente y tenía habilidad con las finanzas. Salah Khalaf (Abu Iyad), el segundo en jefe de Fatah que fue asesinado por la OAN en 1991, lo conoció a finales de 1960, cuando tomó a Abu Nidal bajo su protección. Le dijo a Seale:
Él había sido recomendado a mí como un hombre de energía y entusiasmo, pero parecía tímido cuando nos conocimos. No fue hasta conocerlo más que me di cuenta de otros rasgos. Él era extremadamente buena compañía, con una lengua afilada y una inclinación a rechazar a la mayor parte de la humanidad como espías y traidores. ¡Eso me gustó bastante! Descubrí que era muy ambicioso, quizás más de lo que sus habilidades garantizaban, y también muy temperamental A veces trabajaba a tal grando que llegaba a un estado tal que perdía todos los poderes de razonamiento.
Seale sugiere que la infancia de Abu Nidal explicaba su personalidad, calificada de caótica por Abu Iyad y como psicópata por Issam Sartawi, el fallecido cardiocirujano palestino. El desprecio de sus hermanos, la pérdida de su padre y la remoción de su madre de la casa de la familia cuando tenía siete años, después la pérdida de su hogar y el conflicto con Israel, crearon un mundo mental de escenarios y contra escenarios, reflejados en su liderazgo tiránico del OAN. Esposas de los miembros (un grupo de varones) no se les permitía establecer lazos de amistad entre ellas, y se esperaba que la esposa de Abu Nidal viviera en aislamiento y sin amigos.

## Vida política

### Impex, Septiembre Negro

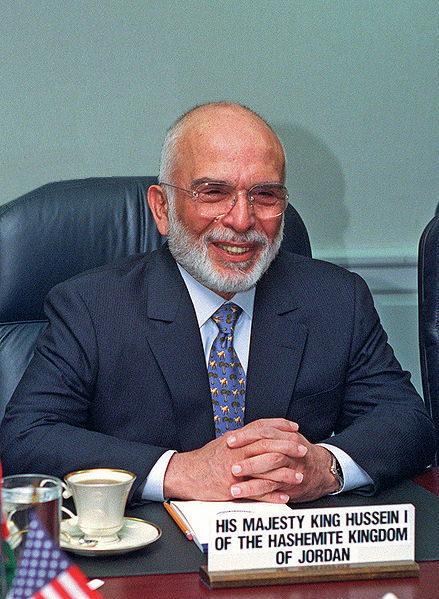
Rey Hussein de Jordan

En Arabia Saudita, Abu Nidal ayudó a fundar un pequeño grupo de políticos jóvenes que se hacían llamar la Organización Secreta Palestina. El activismo le costó su trabajo y su hogar: Aramco lo despidió y el gobierno saudí lo encarceló. Después fue expulsado.
Regresó a Nablus con su esposa y su familia y se unió de facción Fatah de la OLP, de Yasser Arafat. Trabajando en un puesto de trabajos sin especialización; él estaba comprometido con la política palestina, pero no particularmente activo, hasta que Israel ganó la Guerra de los Seis Días en 1967, capturando los Altos del Golán, Cisjordania y la Franja de Gaza. Melman escribe que "la entrada de los tanques de las Fuerzas de Defensa israelíes en Naplusa fue una experiencia traumática para él. Esta conquista le despertó a la acción."
Se trasladó a Amán, Jordania, creando una empresa comercial denominada Impex. Fatah le pidió que eligiera un nom de guerre, nombre de guerra y él eligió Abu Nidal ("Padre de la Lucha") en pos de su hijo, Nidal; es costumbre en el mundo árabe que los hombres se hagan llamar "padre de" (Abu), seguido por el nombre de su primer hijo. Fue descrito, por aquellos que lo conocieron en su momento, como un líder bien organizado, no un guerrillero; durante los combates entre los Fedayines palestinos y las tropas del rey Hussein, se quedó en su oficina.
Impex se convirtió en un fuerte para Fatah, sirviendo como lugar de encuentro y un conducto para los fondos. Este se convirtió en un sello distintivo de la carrera de Abu Nidal. Las empresas controladas por el OAN lo convirtieron en un hombre rico mediante la participación en negocios legítimos, mientras actuaba como cobertura de las transacciones de armas y las actividades mercenarias. Abu-Iyad lo designó en 1968 como representante de Fatah en Jartum, Sudán, entonces (por insistencia de Abu Nidal), dos meses antes del Septiembre Negro, cuando por más de 10 días la lucha contra el ejército del rey Hussein condujeron a los Palestinos fedayines fuera del Jordania, con la pérdida de miles de vidas. Seale escribe que la ausencia de Abu Nidal de Jordania durante este período, cuando estaba claro que el rey Hussein estaba a punto de actuar en contra de los palestinos, levantó sospechas dentro del movimiento de que Abu Nidal estaba interesado sólo en salvarse a sí mismo.

### Primera Operación

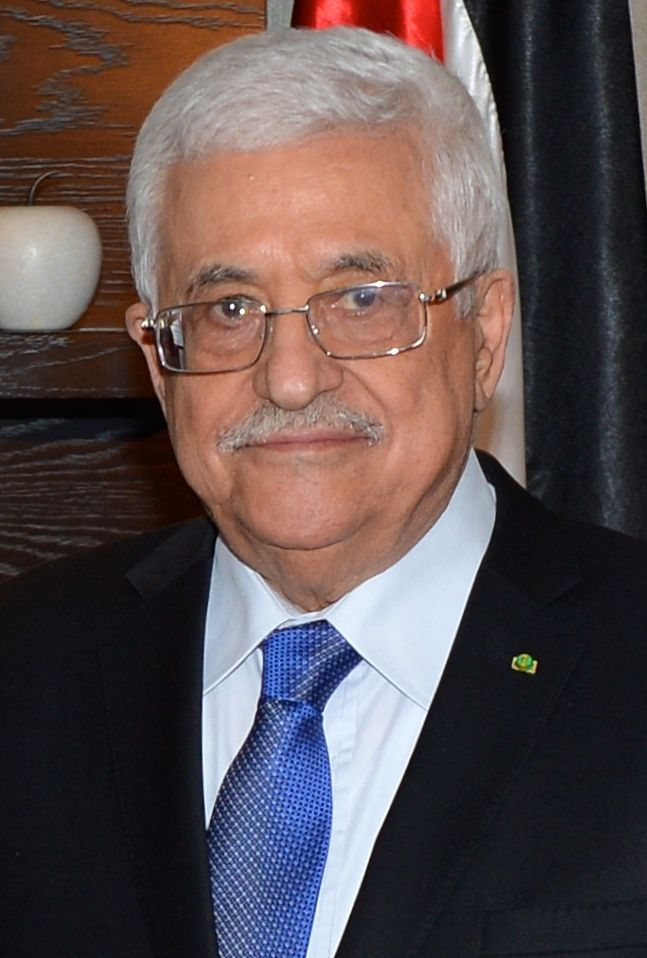
Mahmoud Abbas, Presidente del Estado de Palestina.

Poco después del Septiembre Negro, Abu Nidal empezó acusando al OLP de cobardía en su emisora de radio Voz de Palestina. En Irak por haber aceptado un alto al fuego con Hussein. Durante el III Congreso de Fatah en Damasco en 1971, Abu Nidal se unió al activista y escritor palestino Naji Alloush y Abu Daoud (líder de la Organización de Septiembre Negro responsable de la Masacre de Múnich en 1972), pidiendo más democracia dentro de Fatah y la venganza contra el rey Hussein.
En febrero de 1973 Abu Daoud fue arrestado en Jordania por un atentado contra la vida del rey Hussein. Esto llevó a la primera operación de Abu Nidal, con el nombre de Al-Iqab ("el castigo"), cuando el 5 de septiembre cinco hombres armados entraron en la Embajada saudí en París, tomaron 15 rehenes y amenazaron con volar el edificio si Abu Daoud no fuese puesto en libertad. Los hombres armados volaron dos días después a Kuwait en un vuelo de Syrian Airways, todavía reteniendo a cinco rehenes, después a Riad, que amenazando con echar a los rehenes fuera de la aeronave. Ellos se rindieron y liberaron a los rehenes el 8 de septiembre. Abu Daoud fue liberado de prisión dos semanas más tarde; Seale escribe que el gobierno de Kuwait pagó al rey Hussein $12 millones por su liberación.
En el día del ataque, 56 jefes de Estado se reunieron en Algiers para la 4.ª conferencia del Movimiento de Países No Alineados. Según Seale, la operación de la Embajada saudí había sido encargada al presidente de Irak, Ahmed Hasan al-Bakr, como una distracción ya que estaba celoso de que Argelia fuese el anfitrión de la conferencia. Seale escribe que uno de los secuestradores admitió que le habían dicho que volaría con los rehenes hasta que la conferencia terminara.
Abu Nidal había llevado a cabo esta operación sin el permiso de Fatah. Abu Iyad (Lugarteniente de Arafat) y Mahmoud Abbas (más tarde el presidente del Estado de Palestina), voló a Irak para convencer a Abu Nidal que la toma de rehenes perjudicaba al movimiento. Abu Iyad le dijo a Seale que un funcionario iraquí en la reunión dijo: "¿Por qué estás atacando a Abu Nidal? ¡La operación era nuestra! Le pedimos que la montara para nosotros". Abbas se puso furioso y salió de la reunión con los otros delegados de la OLP. A partir de ese momento, Seale escribe, la OLP consideraba a Abu Nidal bajo el control de Irak.

### Expulsión de Fatah
Dos meses después, en noviembre de 1973 (justo después de la guerra de Yom Kipur en octubre), el OAN secuestró el vuelo KLM 861, esta vez utilizando el nombre de Organización Árabe Juvenil Nacionalista. Fatah había estado discutiendo la asistencia de una conferencia de paz en Ginebra, el secuestro fue pensado para advertirles de no seguir adelante con esta. En respuesta, en julio de 1974, Arafat expulsó a Abu Nidal de Fatah.
En octubre de 1974, Abu Nidal formó el OAN, Fatah llamándolo: El Consejo Revolucionario. En noviembre de ese año un tribunal del Fatah lo condenó a muerte en ausencia por el intento de asesinato de Mahmoud Abbas. Seale escribe que es poco probable que Abu Nidal haya tenido la intención de matar a Abbas, y tan poco probable que Fatah quisiera matar a Abu Nidal. Fue invitado a Beirut para discutir la sentencia de muerte, y se le permitió salir de nuevo, pero estaba claro que se había convertido en persona non grata. Como resultado, los iraquíes le dieron los activos de Fatah en Irak, incluyendo un campo de entrenamiento, granja, prensa, radio, pasaportes, becas en el extranjero y $15 millones de dólares en armas chinas. También recibió la ayuda regular a la OLP de Irak: alrededor de $150,000 al mes y una suma global de $ 3-5 millones.

## OAN

### Naturaleza de la organización
Además de Fatah: El Consejo Revolucionario, el OAN utiliza varios nombres, entre ellos el Movimiento de Liberación Nacional Palestino, Junio Negro (para las acciones contra Siria), Septiembre Negro (para acciones contra Jordania), las Brigadas Revolucionarias Árabes, la Organización Revolucionaria de Musulmanes Socialistas, la Revolución Egipcia, Egipto Revolucionario, Al-Asifa ("La Tormenta", un nombre también usado por Fatah), Al-Iqab ("El Castigo"), y la Organización Nacionalista Árabe de la Juventud.
El grupo tuvo un máximo de 500 miembros, elegidos entre hombres jóvenes en los campos de refugiados palestinos en el Líbano, a quienes fueron prometidos un buen salario y ayuda con el cuidado de sus familias. Ellos serían enviados a campos de entrenamiento en cualquier país anfitrión de la OAN en ese momento (Siria, Irak o Libia) y después organizados en pequeñas células. Una vez adentro, As`ad AbuKhalil y Michael Fischbach escriben, ellos no estaban autorizados a abandonar el grupo. El grupo asumió el control total sobre el afiliación. Uno de los miembros, quien habló con Patrick Seale, dijo antes de ser enviado al extranjero: "Sí decimos: "Bebe alcohol'", lo haces. Sí decimos: "Cásate," encuentra a una mujer y cásate con ella. Sí decimos: "No tengas hijos," debes obedecer. Sí decimos: "Ve y mata al rey Hussein," ¡usted debe estar listo para sacrificarse a sí mismo!"
Seale escribe que a los reclutas se les pedía escribir la historia de sus vidas, incluyendo los nombres y direcciones de familiares y amigos, después, firmar un papel diciendo que acordaban su ejecución si se les descubría tener conexiones de inteligencia. Si se sospecha, se les podía pedir volver a escribir la historia completa, sin discrepancias. El periódico del OAN Filastin al-Thawra anunciaba regularmente la ejecución de los traidores.

### Comisión de la Revolución de Justicia
Existieron a través de los años 1970 y 1980 informes sobre purgas. Alrededor de 600 miembros de la OAN murieron en Líbano y Libia, incluyendo 171 en una noche en noviembre de 1987, cuando fueron alineados, fusilados y arrojados a una fosa común. Decenas fueron secuestrados en Siria y murieron en el campo de refugiados de Badawi. La mayor parte de las decisiones de exterminio, Abu Daoud dijo a Seale, fueron tomadas por Abu Nidal "en el medio de la noche, después de que había acabado con una botella entera de whisky." Las purgas llevaron a la deserción en 1989 de Atif Abu Bakr, jefe de la Dirección Política del OAN, quien volvería a Fatah.
Los miembros eran torturados rutinariamente por el "Comité para la Justicia Revolucionaria" hasta que confesaran deslealtad. Seale escribe que los informes de tortura incluyen colgar a un hombre desnudo, azotarlo hasta dejarlo inconsciente, despertarlo con agua fría y luego frotarlo con sal o polvo de chile en sus heridas. Un prisionero desnudo se vería obligado a colocarse dentro de un neumático de coche con las piernas y el trasero en el aire y luego ser azotado, herido, frotado con sal y depertado con agua fría. Los testículos de un miembro podía ser fritos en aceite o goteado con plástico derretido sobre la piel. Entre los interrogatorios, los detenidos serían atados en pequeñas celdas. Si las celdas estaban llenas, Seale escribe, que podían ser enterrados con una pipa en la boca para respirar aire y tomar agua; y si Abu Nidal los quería muertos, una bala era disparada por el tubo.

### Dirección de Inteligencia
La Dirección de Inteligencia se formó en 1985 para supervisar las operaciones especiales. Tenía cuatro subcomités: el Comité de Misiones Especiales, el Comité de Inteligencia Extranjera, el Comité de Contraespionaje y el Comité del Líbano. Liderados por Abd al-Rahman Isa, el miembro más veterano del OAN - Seale escribe que Isa no se afeitaba y tenía un mal aspecto, pero era encantador y persuasivo – la Dirección mantenía de 30-40 personas que cuidaban los escondites de armas de la OAN en varios países. Además, esta Dirección entrenaba al personal, se encargaba de sus pasaportes y visas y revisaba la seguridad en los aeropuertos y puertos marítimos. A los miembros no se les permitía visitarse y nadie fuera de la Dirección debía saber que eran miembro.
Isa fue depuesto en 1987, porque Abu Nidal creyó que había llegado a ser demasiado cercano a otras figuras dentro de la OAN. Siempre dispuesto a castigar humillando a los miembros, Abu Nidal insistió en que él permaneciera en la Dirección de Inteligencia, obligándolo a trabajar para sus subordinados anteriores, que según Seale fueron ordenados a tratarlo con desprecio.

### Comisión de Misiones Especiales
El trabajo de la Comisión para las Misiones Especiales era elegir los objetivos. Había empezado como el Comité Militar, encabezado por Naji Abu al-Fawaris, que había liderado el ataque a Heinz Nittel, jefe de la Liga de Amistad Israel-Austria, quien fue asesinado a tiros en 1981. En 1982 el comité cambió su nombre por Comité de Misiones Especiales, encabezados por el Dr. Ghassan al-Ali, quien había nacido en Cisjordania y educado en Inglaterra, donde obtuvo una licenciatura y maestría en química, y se casó con una mujer británica (más tarde divorciado). Un exmiembro de la OAN dijo a Seale que Ali favorecía "las operaciones más extremas y temerarias."

### Operaciones y Relaciones

#### Shlomo Argov

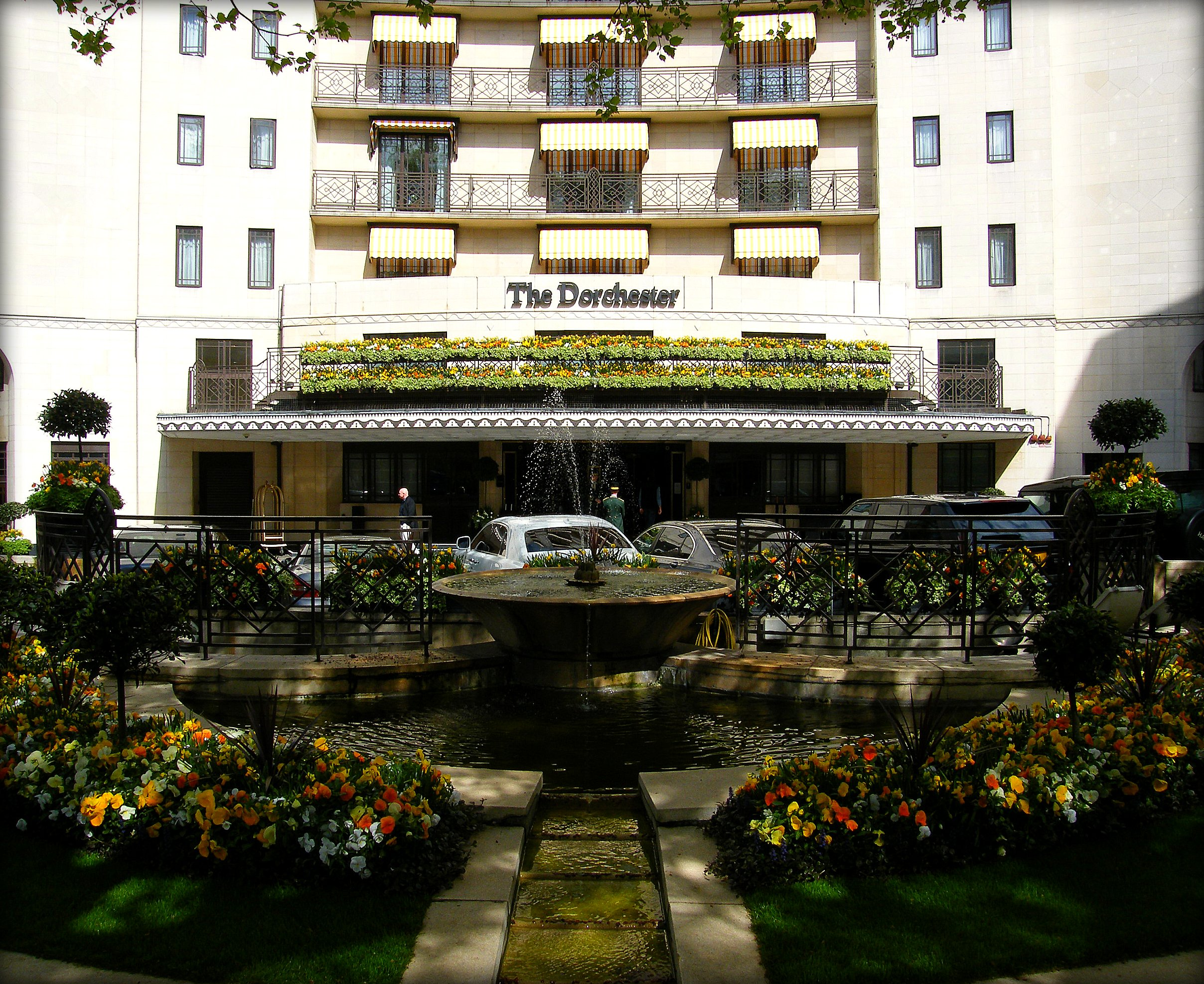
Shlomo Argov recibió un disparo en la cabeza cuando salía el Hotel Dorchester, Park Lane, Londres.

El 3 de junio de 1982, el operativo de la OAN Hussein Ghassan Said, le disparó a Shlomo Argov, Embajador israelí en Gran Bretaña, una vez en la cabeza cuando salía del Hotel Dorchester en Londres. Said fue acompañado por Nawaf al-Rosan, un oficial de inteligencia iraquí, y Marwan al-Banna, el primo de Abu Nidal. Argov sobrevivió, pero pasó tres meses en coma y el resto de su vida con discapacidad, hasta su muerte en febrero de 2003. La OLP rápidamente negó la responsabilidad del atentado.
Ariel Sharon, entonces ministro de Defensa de Israel, respondió tres días después por la invasión de Líbano, donde fue fundada la OLP, una reacción que afirma Seale Abu Nidal había previsto. El gobierno israelí había estado preparándose para invadir y Abu Nidal solo les proporcionó un pretexto. En octubre de 1985, Der Spiegel publicó que tras el intento de asesinato de Argov, cuando sabía que Israel quería atacar a la OLP en el Líbano, le hacía parecer que trabajaba para los israelíes, en opinión de Yasser Arafat. El respondió:
Lo que Arafat dice de mí no me molesta. No sólo él, sino también toda una lista de políticos árabes y mundiales dicen que soy un agente sionista o la CIA. Otros afirman que soy un mercenario de los servicios secretos franceses y de la KGB soviética. El último rumor es que soy un agente de Jomeini. Durante cierto tiempo decían que éramos espías del gobierno iraquí. Ahora dicen que somos agentes sirios. Muchos psicólogos y sociólogos en el bloque soviético trataron de investigar a este hombre, Abu Nidal. Querían encontrar un punto débil en su carácter. El resultado fue cero.

#### Roma y Viena
La más infame operación de Abu Nidal fue el ataque de 1985 a los aeropuertos de Roma y Viena. El 27 de diciembre, a las 08:15 GMT, cuatro hombres armados abrieron fuego contra el mostrador de El Al en el Aeropuerto Internacional Leonardo Da Vinci en Roma, matando 16 e hiriendo a 99 personas. En el Aeropuerto Internacional de Viena, unos minutos más tarde, tres hombres lanzaron granadas a los pasajeros que esperaban registrarse en un vuelo a Tel Aviv, matando a cuatro e hiriendo a 39 personas. Seale escribe que los hombres de Abu Nidal habían sido informados que las personas vestidas de civil en el mostrador de check-in eran pilotos israelíes que regresaban de una misión de entrenamiento.
Austria e Italia habían participado en el intento de organizar conversaciones de paz. Fuentes cercanas a Abu Nidal dijeron a Seale que la inteligencia libia había suministrado las armas. El daño a la OLP era enorme, según Abu Iyad, lugarteniente de Arafat. La mayoría de la gente en Occidente, e incluso muchos árabes, no podían distinguir entre la OAN y el Fatah, él dijo. "Cuando estas cosas horribles ocurren, la gente común empieza a pensar que todos los palestinos son criminales."

#### Bombardeo estadounidense a Libia

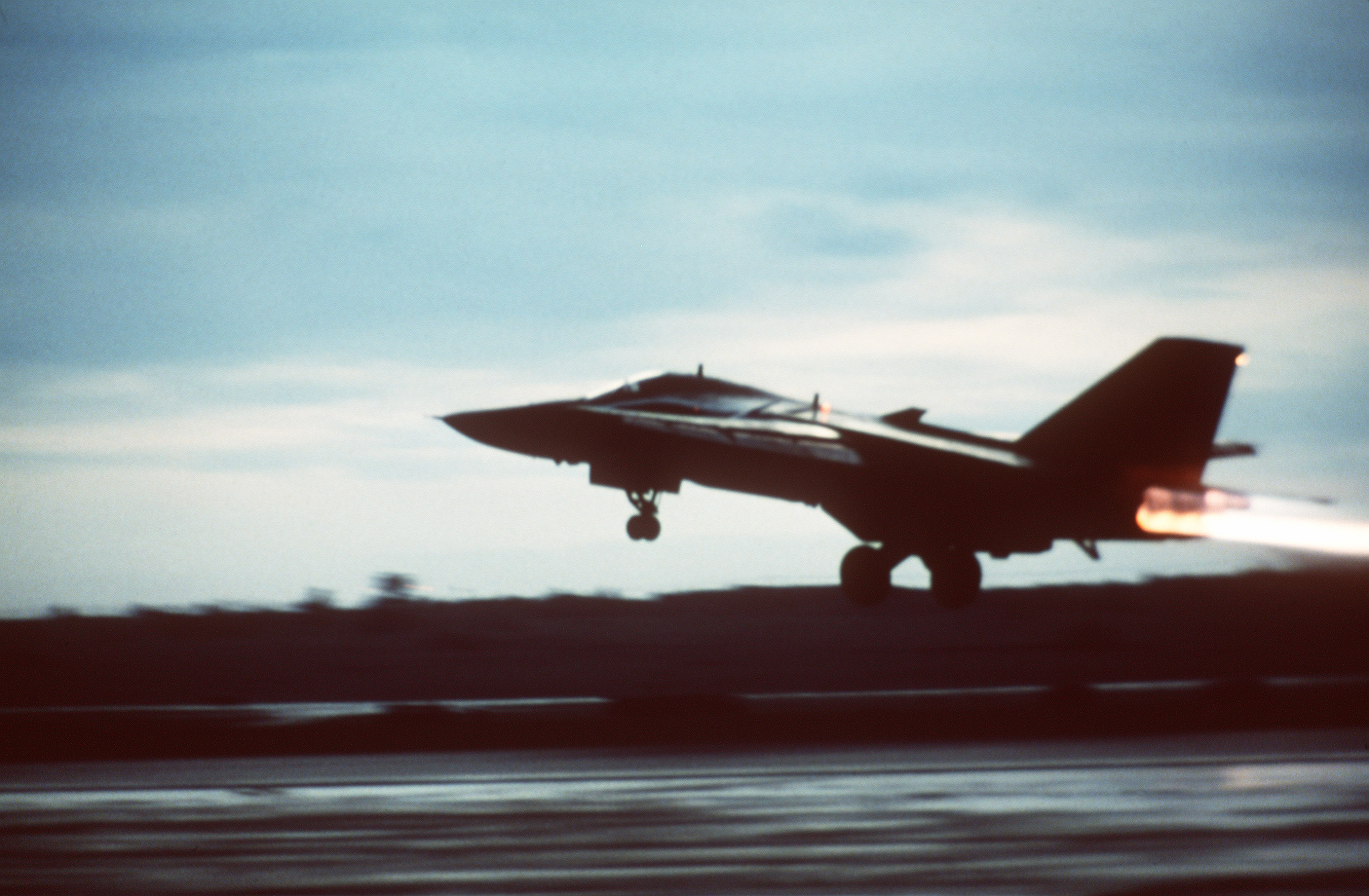
El 48.º avión Tactical Fighter Wing F-111F despega de la Royal Air Force Lakenheath en Inglaterra para bombardear Libia, 14 de abril de 1986

El 15 de abril de 1986 los Estados Unidos lanzaron bombardeos desde bases británicas contra Trípoli y Benghazi, matando a alrededor de 100 personas, en represalia por el bombardeo a un club nocturno en Berlín utilizado por el personal de servicio de los Estados Unidos. Los muertos que fueron reportados, incluyeron a Hanna Gaddafi, la hija adoptiva del líder libio Muammar Gaddafi; dos de sus otros niños resultaron heridos.
El periodista británico Alec Collett, quien había sido secuestrado en Beirut en marzo, fue ahorcado después de los ataques aéreos, según los informes, por agentes de la OAN; sus restos fueron encontrados en el valle de Becá, en noviembre de 2009. Se encontraron los cuerpos de dos profesores británicos, Leigh Douglas y Philip Padfield y el del estadounidense, Peter Kilburn, en un pueblo cercano a Beirut el 17 de abril; las células fedayines árabes, un nombre vinculado a Abu Nidal, se atribuyeron la responsabilidad.

#### El Incidente de Hindawi
El 17 de abril de 1986 –el día que los cuerpos de dos maestros británicos y estadounidense fueron encontrados en Beirut, y John McCarthy fue secuestrado – Anne Marie Murphy, una camarera irlandesa, fue descubierta en el aeropuerto de Heathrow con una bomba Semtex en el doble fondo de uno de sus bolsos. Había estado a punto de abordar un vuelo de El Al de Nueva York a Tel Aviv, a través de Londres. La bolsa había sido empacada por su novio jordano Nizar Hindawi, quien había dicho que se reuniría con ella en Israel en donde se iban a casar.
Según Melman, Abu Nidal había recomendado Hindawi a la inteligencia siria. Seale escribe que la bomba había sido fabricada por el Comité Técnico de Abu Nidal, el cual había entregado a la fuerza aérea de inteligencia siria la bomba. Fue enviado a Londres en una maleta diplomática y dada a Hindawi. Según con Seale, se creía que el ataque fue en respuesta a la intervención de Israel al hacer aterrizar un avión, dos meses antes, que llevaba a funcionarios sirios de Damasco y que Israel había supuesto que llevaba a los palestinos de alto nivel.

#### Vuelo 73 de Pan Am
El 5 de septiembre de 1986, cuatro hombres armados de la OAN secuestraron el vuelo 73 de Pan Am en el Aeropuerto de Karachi en su camino desde Mumbai a Nueva York, reteniendo a 389 pasajeros y la tripulación durante 16 horas en la pista, antes de detonar granadas dentro de la cabina. Neerja Bhanot, principal sobrecargo del vuelo, fue capaz de abrir una puerta de emergencia donde la mayoría de los pasajeros escaparan; 20 murieron, incluyendo Bhanot, y 120 resultaron heridos. El Times de Londres informó en marzo de 2004 que Libia estaba detrás del secuestro.

#### Relación con Gaddafi
Abu Nidal empezó a movilizar su organización de Siria a Libia en verano de 1986, llegando en marzo de 1987. En junio de ese mismo año el Gobierno sirio lo expulsó, en parte debido al Incidente de Hindawi y el secuestro del Vuelo 73 de Pan Am.
Tomó varias ocasiones de crédito durante este período para las operaciones en las que no tenía participación, incluyendo el bombardeo al Hotel Brighton en 1984, el Incendio del Estadio Bradford City en 1985, y el asesinato de Zafir al-Masri en 1986, el alcalde de Nablus (asesinado por el FPLP, según Seale). También se le implicaba detrás del desastre del Transbordador Espacial Challenger al publicar de una nota de felicitación en la revista OAN, escribe Seale.
Abu Nidal y el Líder libio, Muammar Gaddafi, supuestamente se convirtieron en grandes amigos, con lo que Marie Colvin y Sonya Murad llamaron una "peligrosa combinación de un complejo de inferioridad mezclada con la creencia de que él era un hombre de gran destino." La relación le dio a Abu Nidal el lugar del patrocinador y a Gaddafi del mercenario. Seale informa que Libia sacó lo peor de Abu Nidal. Él no permitía, ni incluso los miembros del OAN con los más altos rangos, socializar con los demás; todas las reuniones tenían que ser reportadas a él. Todos los pasaportes tenían que ser entregados. A nadie se le permitía viajar sin su permiso. Ni a los miembros ordinarios se les permitía tener teléfonos y solo a miembros de alto rango se les permitía hacer sólo llamadas locales. Sus miembros no sabían donde vivía y no sabían nada acerca de su vida diaria. Si el quería entretenerse, Seale escribe, él iría la casa de otro miembro.
Según con Abu Bakr, en declaraciones al Al Hayatt en 2002, Abu Nidal dijo que estaba detrás del Atentado del Vuelo 103 de Pan Am, que explotó sobre Lockerbie, Escocia, el 21 de diciembre de 1988; un exjefe de Seguridad de Libyan Arab Airlines que más tarde sería condenado. Abu Nidal platicó de Lockerbie, según Seale: "Tenemos cierta implicación en este asunto, pero si alguien siquiera lo menciona, ¡voy a matarlo con mis propias manos!" Seale escribe que el OAN parecía no tener ninguna conexión con ella; uno de los socios de Abu Nidal le dijo: "Si un soldado estadounidense tropezara en algún rincón del mundo, Abu Nidal instantáneamente lo reclamaría como su propio trabajo."

#### Cuentas de Banco en BCCI
A finales de 1980, la inteligencia británica se enteró de que el OAN tenía cuentas con el Banco de Internacional de Crédito y Comercio (BCCI), en London. El BCCI fue cerrado en julio de 1991 por los reguladores bancarios en seis países después de que surgieron pruebas que demostraban un fraude expandido. Se dice que el mismo Abu Nidal había visitado Londres, bajo el nombre Shakar Farhan, a un Gerente de una sucursal del BCCI, quien filtró información sobre el OAN al MI5 y según los informes, le llevó alrededor de varias tiendas en Londres sin darse cuenta de quien era él. Abu Nidal estaba utilizando una compañía llamada SAS International Trading and Investments en Varsovia como cobertura de las transacciones de armas. Las operaciones de la compañía incluían la compra de armas antidisturbios, aparentemente para Siria, luego cuando los Británicos le negaran una licencia de exportación a Siria, las exportaba para un Estado africano; de hecho la mitad del envío fue a la policía del este de Alemania y la otra mitad a Abu Nidal.

#### Asesinato de Abu Iyad
El 14 de enero de 1991 en Túnez, la noche anterior que las fuerzas estadounidenses se trasladaras a Kuwait, el OAN asesinó a Abu Iyad, Jefe de Inteligencia de la OLP, junto con Abu al-Hol, Jefe de Seguridad de Fatah, y Fakhri al-Umari, otro ayudante de Fatah; los tres hombres fueron fusilados en la casa de Abu Iyad. El asesino, Hamza Abu Zaid, confesó que un operativo de la OAN lo habían contratado. Cuando le disparó a Abu Iyad, según los informes, le gritó: "¡Deja que Atif Abu Bakr te ayude ahora!", una referencia al miembro OAN de alto rango que había abandonado el grupo en 1989, y al que Abu Nidal cree había sido plantado en el OAN por Abu Iyad como espía. Abu Iyad había sabido que Abu Nidal poseía un odio contra él, en parte porque él había apartado a Abu Nidal de la OLP. Pero la verdadera razón del odio, fue que Abu Iyad le dijo a Seale, fue que él había protegido Abu Nidal en sus primeros años dentro del movimiento. Dada su personalidad, Abu Nidal no podía reconocer esa deuda. Seale escribe que el asesinato "por lo tanto, debe ser visto como la solución definitiva a viejas cuentas."

## Muerte
Después de que los operativos de inteligencia libios fueran acusados del Atentado de Lockerbie, Gaddafi trató de distanciarse de terrorismo. Abu Nidal fue expulsado de Libia en 1999, y en 2002 regresó a Irak; el Gobierno iraquí dijo más tarde que había entrado al país con un pasaporte Yemení y nombre falso.
El 19 de agosto de 2002, el diario palestino Al Ayyam informó que Abu Nidal había muerto tres días antes de múltiples heridas de bala en su casa de Bagdad, una casa que el periódico dijo que era propiedad de la Mukhabarat, el Servicio Secreto iraquí. Dos días más tarde el Jefe de Inteligencia de Irak, Taher Jalil Habbush, entregó fotografías del cadáver de Abu Nidal a los periodistas, junto con un informe médico que decía que había muerto después de que una bala entró por su boca y salió por el cráneo. Habbush dijo que las autoridades iraquíes habían llegado a la casa de Abu Nidal a arrestarlo bajo sospecha de conspirar con gobiernos extranjeros. Después de decir que necesitaba un cambio de ropa, entró en su dormitorio y se pegó un tiro en la boca, según Habbush. Murió ocho horas después en el hospital.
En 2002 Jane's Information Group reportó que la inteligencia iraquí había encontrado documentos clasificados en su casa sobre un ataque estadounidense contra Irak. Cuando allanaron la casa, estalló fuego entre los hombres de Abu Nidal y la Inteligencia iraquí. En medio de esto, Abu Nidal corrió a su habitación y fue asesinado; Fuentes palestinas le dijeron a Jane que se le había disparado varias veces. Jane sugirió que Saddam Hussein lo había matado porque temía que Abu Nidal actuara en su contra en el caso de una invasión estadounidense.
En 2008 Robert Fisk obtuvo un informe escrito en septiembre de 2002 por la "Unidad Especial de Inteligencia M4" iraquí para la oficina de Saddam Hussein. El informe decía que los iraquíes habían estado interrogando a Abu Nidal en su casa como un presunto espía de Kuwait y Egipto, e indirectamente para los Estados Unidos; se dijo que se le había pedido, de manera indirecta, por los kuwaitíes para encontrar vínculos entre Irak y Al-Qaeda. Justo antes de ser trasladado a un lugar más seguro, Abu Nidal pidió que se le permitiera cambiar su ropa, entró en su dormitorio y se pegó un tiro, mencionaba el informe. Según el informe, fue enterrado el 29 de agosto de 2002 en el cementerio islámico de al-Karakh en Bagdad, en una tumba marcada como M7.